# ليونيل والدن
ليونيل والدن (بالإنجليزية: Lionel Walden)‏ هو رسام أمريكي، ولد في 22 مايو 1861 في نورويتش في الولايات المتحدة، وتوفي في 12 يوليو 1933.